# Haftamnesh Tesfaye
Haftamnesh Tesfaye (* 28. April 1994) ist eine äthiopische Langstreckenläuferin.

## Sportliche Laufbahn
Erste internationale Erfahrungen sammelte Haftamnesh Tesfaye bei den Juniorenweltmeisterschaften 2012 in Barcelona, bei denen sie in 9:10,02 min den vierten Platz im 3000-Meter-Lauf belegte. Im Jahr darauf siegte sie bei den Juniorenafrikameisterschaften in Bambous in 9:32,3 min. 2015 nahm sie im 5000-Meter-Lauf an den Afrikaspielen in Brazzaville teil und wurde dort in 15:52,10 min Sechste. Bei den Afrikameisterschaften 2018 in Asaba erreichte sie in 33:44,92 min Rang sieben im 10.000-Meter-Lauf.
2018 wurde Tesfaye äthiopische Meisterin im 10.000-Meter-Lauf.

## Persönliche Bestzeiten
- 3000 Meter: 8:40,80 min, 20. Mai 2016 in Ostrava
  - 3000 Meter (Halle): 8:59,50 min, 7. Februar 2013 in Eaubonne
- 5000 Meter: 15:10,85 min, 22. Mai 2016 in Hengelo
- 10.000 Meter: 33:28,5 min, 17. April 2018 in Addis Abeba
- 10-km-Straßenlauf: 33:53 min, 31. Dezember 2013 in Luanda
- Halbmarathon: 1:09:02 h, 11. März 2018 in Ostia
- Marathon: 2:20:13 h, 26. Januar 2018 in Dubai